# NGC 246
NGC 246(두개골 성운, 콜드웰 56으로도 알려짐)은 고래자리에 위치한 행성상 성운이다. 이 성운 및 성운과 관련된 항성들은 SIMBAD 데이터베이스에 요약된 대로 몇몇의 편람에 나열되어 있다. 대략 1600 광년 떨어져 있으며, 성운 중심에는 12등급의 백색왜성 HIP 3678이 있다.

## 갤러리

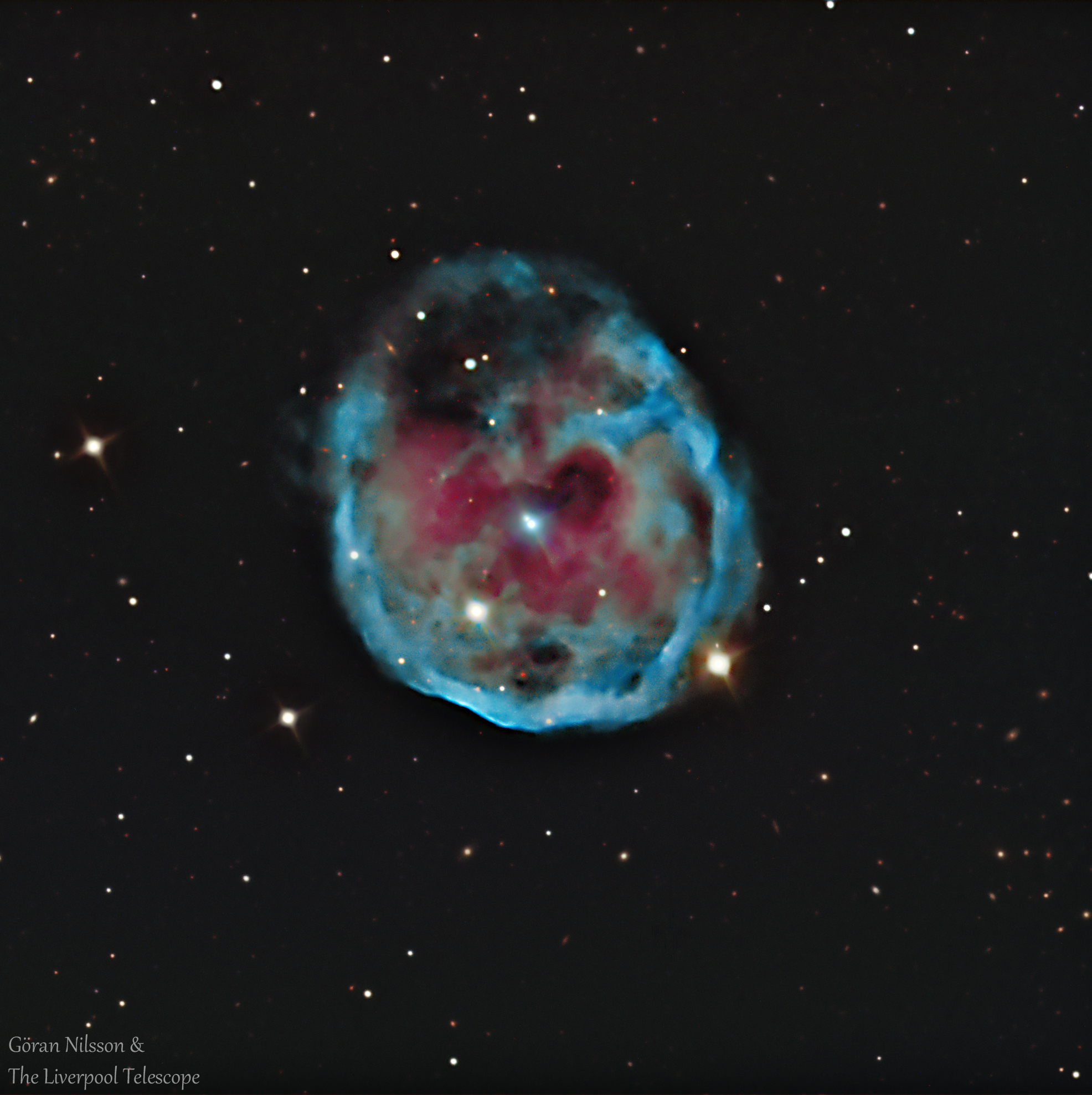
두개골 성운(NGC 246)의 HaRGB 사진. Göran Nilsson이 처리한 Liverpool Telescope의 데이터. 총 노출 시간은 1.1시간.
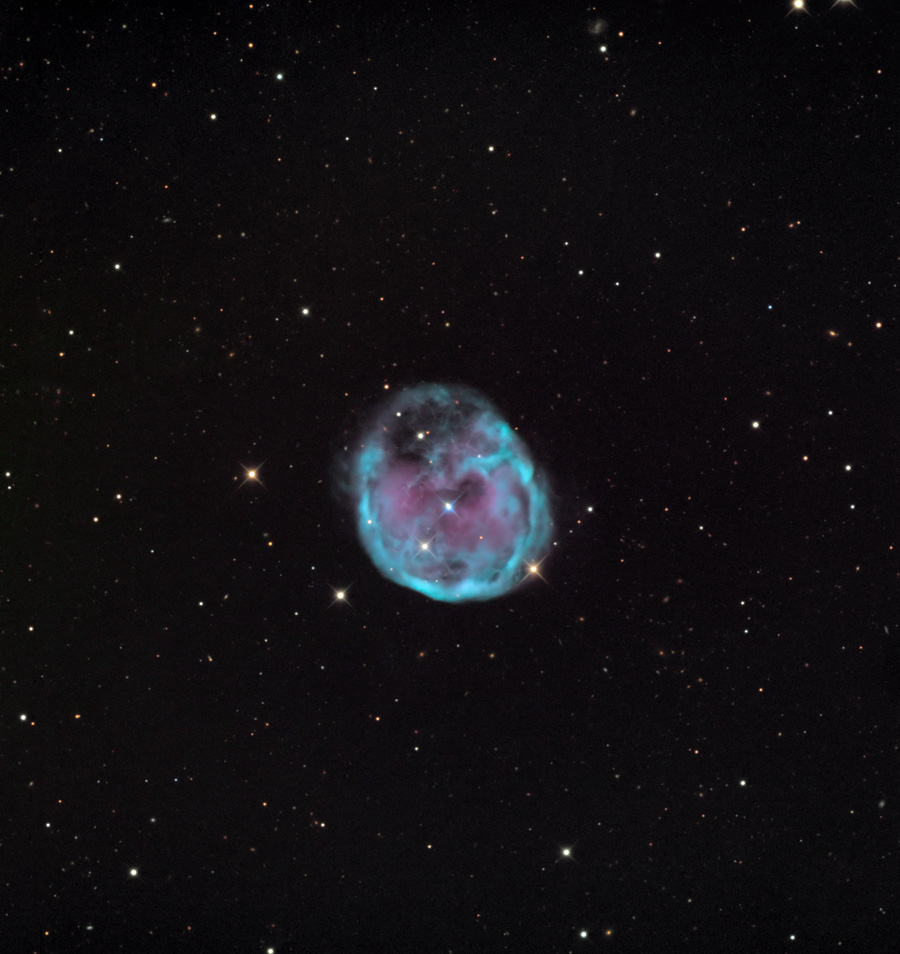
애리조나주 마운트 레먼 꼭대기에서 슐만 0.8m 망원경을 사용하여 찍은 사진. 풀 컬러(시각적) 이미지.